# Szlaga
Szlaga – osada leśna w Polsce położona w województwie pomorskim, w powiecie starogardzkim, w gminie Lubichowo.